# Knoll Open 2012
Il Knoll Open 2012 è stato un torneo di tennis facente parte della categoria ITF Women's Circuit nell'ambito dell'ITF Women's Circuit 2012. Il torneo si è giocato a Bad Saulgau in Germania dal 30 luglio al 5 agosto 2012 su campi in terra rossa e aveva un montepremi di $25,000.

## Vincitori

### Singolare
Mervana Jugić-Salkić ha battuto in finale  Carina Witthöft con il punteggio di 6–2, 6–4

### Doppio
Rocío de la Torre-Sánchez /  Nicole Rottmann hanno battuto in finale  Anastasija Pivovarova /  Laura Thorpe con il punteggio di 7–5, 6–1